# OK Lliga femenina 2008-2009
L'OK Lliga Femenina 2008-09 fou la primera edició de la Lliga espanyola d'hoquei sobre patins. Es disputà des de l'octubre de 2008 fins al maig de 2009 i fou organitzada per la Federació Espanyola de Patinatge. Hi participaren vuit equips sense la presència dels conjunts catalans, dominadors històrics de l'hoquei sobre patins. L'alt cost de les despeses de desplaçament i el desacord amb la FEP, provocà la negativa unànime dels equips catalans a participar-hi. La competició es disputà en format de lligueta a doble volta, amb un total de catorze jornades. Es proclamà campió el Biesca Gijón HC, de forma invicta, superant al CP Alcorcón Cat's Best.
La competició, altament reclamada pels clubs d'hoquei sobre patins femenins, substituí el Campionat d'Espanya.

## Clubs participants
- Club Patín Alcorcón Cat's Best
- Club Patín Ávila
- Biesca Gijón Hockey Club
- Club Patín Mieres
- Hockey Santa María del Pilar
- AC Ordenes
- Tres Cantos Patín Club
- Bionet Vicsan Rivas

## Taula de resultats
| Casa \ Fora           | ALC  | AVI  | GIJ | MIE  | ORD  | PIL | RIV  | TRE |
| --------------------- | ---- | ---- | --- | ---- | ---- | --- | ---- | --- |
| CP Alcorcón           | —    | 2–1  | 0–1 | 10–1 | 8–2  | 7–0 | 5–2  | 3–1 |
| CP Ávila              | 0–5  | —    | 0–6 | 0–11 | 1–9  | 0–7 | 0–13 | 0–4 |
| Biesca Gijón HC       | 2–2  | 12–0 | —   | 3–0  | 9–0  | 6–0 | 2–0  | 6–0 |
| CP Mieres             | 0–7  | 9–0  | 3–8 | —    | 10–2 | 1–1 | 2–0  | 2–3 |
| AC Ordenes            | 0–6  | 5–0  | 0–5 | 2–2  | —    | 2–0 | 0–6  | 2–0 |
| Santa María del Pilar | 0–10 | 14–0 | 0–5 | 1–2  | 6–3  | —   | 1–3  | 3–1 |
| Bionet Vicsan Rivas   | 1–3  | 4–0  | 0–3 | 1–0  | 7–0  | 3–2 | —    | 4–1 |
| Tres Cantos CP        | 1–5  | 5–0  | 0–6 | 1–9  | 0–3  | 0–5 | 1–5  | —   |

## Classificació final
El Biesca Gijón HC es proclamà primer campió de l'OK Lliga de forma invicta, amb tretze victòries i un empat. En segona posició, es classificà el CP Alcorcón Cat's Best amb 37 punts, i en tercer, el Bionet Vicsan Rivas amb 30.
| Pos | Equip                  | PJ | PG | PE | PP | GF | GC  | DG   | Pts | Classificació o descens           |
| --- | ---------------------- | -- | -- | -- | -- | -- | --- | ---- | --- | --------------------------------- |
| 1   | Biesca Gijón HC        | 14 | 13 | 1  | 0  | 74 | 5   | +69  | 40  | Classificats per la Copa d'Europa |
| 2   | CP Alcorcón Cat's Best | 14 | 12 | 1  | 1  | 73 | 12  | +61  | 37  | Classificats per la Copa d'Europa |
| 3   | Bionet Vicsan Rivas    | 14 | 10 | 0  | 4  | 52 | 20  | +32  | 30  |                                   |
| 4   | CP Mieres              | 14 | 6  | 2  | 6  | 51 | 39  | +12  | 20  | Classificat per la Copa d'Europa  |
| 5   | Santa María del Pilar  | 14 | 5  | 1  | 8  | 40 | 43  | −3   | 16  |                                   |
| 6   | AC Ordenes             | 14 | 5  | 1  | 8  | 30 | 60  | −30  | 16  |                                   |
| 7   | Tres Cantos CP         | 14 | 2  | 0  | 12 | 15 | 52  | −37  | 6   |                                   |
| 8   | CP Avila               | 14 | 0  | 0  | 14 | 2  | 106 | −104 | 0   |                                   |

| Campió de l'OK Lliga 2008-09 |
| ---------------------------- |
| Biesca Gijón HC Primer títol |